# Simulium atlasicum
Simulium atlasicum es una especie de insecto del género Simulium, familia Simuliidae, orden Diptera.
Fue descrita científicamente por Giudicelli & Bouzidi, 1989.